# Viervlekdwergloper
De viervlekdwergloper (Lionychus quadrillum) is een kever uit de familie loopkevers (Carabidae). De wetenschappelijke naam van de soort werd als Lebia quadrillum in 1812 gepubliceerd door Caspar Erasmus Duftschmid.
De kever komt voor in Centraal-, West- en Zuid-Europa met uitzondering van Portugal. Daarnaast in Zweden, Finland, Oekraïne en het westen van Rusland. Ook in Nederland en België is de soort vastgesteld.